# Anton Tremmel
Anton Tremmel, né le 26 novembre 1994, est un skieur alpin allemand, spécialiste du slalom.

## Carrière
Membre du club SC Rottach-Egern, il participe à ses premières courses officielles lors de la saison 2009-2010. Chez les jeunes, il prend seulement aux Championnats du monde junior lors de l'édition 2015 à Hafjell, où il prend la dixième place notamment au combiné alpin. En janvier 2013, il est au départ de sa première manche en Coupe d'Europe, compétition qu'il court régulièrement à partir de l'hiver 2015-2016. En janvier 2017, l'Allemand signe son premier résultat dans le top 30 à ce niveau avec une quinzième place au combiné alpin de Méribel. Il doit attendre février 2019 pour monter sur son premier podium avec une deuxième place au slalom parallèle de Tignes eb janvier 2020 pour son premier succès lors du slalom de Vaujany.
Tremmel est appelé pour sa première manche de Coupe du monde en janvier 2018 au slalom de Zagreb et se qualifier pour une deuxième manche en novembre 2018 à Levi, où malgré une arrivée au 27e rang, il n'est pas attribué de point du fait d'un nombre de points FIS trop elevé. Pour terminer la saison 2018-2019, il contribue à la troisième place de l'Allemagne au parallèle par équipes à Soldeu, goûtant à son premier podium. C'est en janvier 2020, qu'il parvient à marquer ses premiers points pour le classement général avec une 22e place au slalom à Wengen, position qu'il améliore à Kitzbühel (18e), puis à Chamonix (16e). En début de saison 2021-2022, il réalise sa meilleure performance jusque là avec une neuvième place au parallèle de Zürs.
Sa première sélection majeure a lieu à l'occasion des Championnats du monde 2019, à Åre, où il se classe 25e en slalom et quatrième à la compétition par équipes.
En 2021, il devient champion d'Allemagne de slalom à égalité avec Sebastian Holzmann.

## Palmarès

### Jeux olympiques
| Épreuve / Édition | Åre 2019 |
| Slalom            | 25e      |
| Par équipes       | 4e       |

### Coupe du monde
- Meilleur classement général : 109e en 2020.
- Meilleur résultat individuel : 16e.
- 1 podium en compétition par équipes.

#### Classements en Coupe du monde
| Année     | Classement général final | Classement en slalom |
| 2019-2020 | 109e                     | 39e                  |
| 2020-2021 | 138e                     | 46e                  |

### Coupe d'Europe
- Deuxième du classement de slalom en 2021.
- 4 podiums, dont 1 victoire (en slalom).

### Championnats d'Allemagne
- Vainqueur du slalom en 2021.